# Centro de los Héroes (estación del Metro de Santo Domingo)
Centro de los Héroes es una estación de la línea 1 del Metro de Santo Domingo, siendo una estación terminal a nivel subterráneo y contigua a la estación «Francisco A. Caamaño».  

## Historia
Como parte del proyecto de la Línea 1 del metro de Santo Domingo, la estación fue inaugurada el 29 de enero de 2009 y el primer tren partió desde esta estación en dirección al norte, con la presencia del entonces presidente Leonel Fernández.
Su nombre es un homenaje al barrio homónimo, donde se encuentra la sede de ministerios e instituciones públicas de República Dominicana, así como de los Poderes Legislativo y Judicial.

## Características y entorno
La estación se encuentra a nivel subterráneo en la intersección de la avenida Independencia y la avenida Enrique Jiménez Moya en la capital de República Dominicana. A su alrededor, se encuentran la Dirección General del Catastro Nacional, el Ministerio de Energía y Minas, la Lotería Nacional, el Ministerio de Trabajo y la Cámara de Diputados de la República Dominicana.